# IC 2556
IC 2556 ist eine Balken-Spiralgalaxie vom Hubble-Typ SAB(rs)d im Sternbild Antlia am Südsternhimmel, die schätzungsweise 102 Mio. Lichtjahre von der Milchstraße entfernt ist. Im selben Himmelsareal liegen die Galaxien IC 2552, IC 2558, IC 2559.
Das Objekt wurde am 1. Mai 1900 von DeLisle Stewart entdeckt.